# Костомукшская епархия
Костому́кшская епа́рхия — епархия Русской православной церкви, объединяющая приходы и монастыри в северной части Карелии (в границах города республиканского значения Костомукша, а также Беломорского, Калевальского, Кемского, Лоухского, Муезерского и Сегежского районов). Входит в состав Карельской митрополии.

## История
До конца 1984 года на территории нынешней епархии более 45 лет не действовало ни одного храма. Старейшим из существующих приходов является приход в городе Сегежа. Костомукшская епархия образована 29 мая 2013 года решением Священного Синода Русской православной церкви путём выделения из состава Петрозаводской епархии с включением обеих епархий в состав Карельской митрополии.
Официальный орган епархии — «Костомукшские епархиальные ведомости».

## Епископы
- 11 июля 2013 — 18 мая 2020 — Игнатий (Тарасов) .
- 18 мая — 25 августа 2020 — Константин (Горянов) временный управляющий.
- с 25 августа 2020 — Борис (Баранов) .

## Благочиния
Епархия разделена на 7 церковных округов (по состоянию на октябрь 2022 года):
- Беломорское благочиние;
- Калевальское благочиние;
- Кемское благочиние;
- Костомукшское благочиние;
- Лоухское благочиние;
- Муезерское благочиние;
- Сегежское благочиние.

## Храмы
- Город Костомукша:
  - Покровский кафедральный храм в городе Костомукша;
  - Храм-часовня Святой Троицы при Покровском храме в городе Костомукша;
  - Храм Пророка Илии в деревне Вокнаволок.
- Беломорский район:
  - Храм Николая Чудотворца в городе Беломорск;
  - Храм Зосимы, Савватия и Германа Соловецких в городе Беломорск;
  - Храм Всех святых в земле Российской просиявших в посёлке Сосновец;
  - Храм Великомученицы Варвары в посёлке Золотец;
  - Храм Пресвятой Троицы в посёлке Летнереченский;
  - Храм Покрова Богородицы села Сумский Посад;
  - Храм Николая Чудотворца села Нюхча.
- Калевальский национальный район:
  - Церковь Петра и Павла в посёлке Калевала;
  - Храм Пресвятой Троицы в посёлке Боровой.
- Кемский район:
  - Собор Успения Богородицы в городе Кемь.
- Лоухский район:
  - Храм Александра Невского в посёлке Лоухи;
  - Храм Серафима Саровского в посёлке Лоухи;
  - Храм Святого Стефана в посёлке Кестеньга;
  - Храм Николая Чудотворца в посёлке Пяозерский;
  - Храм Варлаама Керетского в посёлке Чупа (сгорел 1 мая 2010 года[4]).
- Муезерский район:
  - Храм иконы Божией Матери «Всецарица» в посёлке Муезерский;
  - Храм Рождества Христова в посёлке Ледмозеро.
- Сегежский район:
  - Храм Николая Чудотворца в городе Сегежа;
  - Входоиерусалимский храм в посёлке Надвоицы;
  - Храм Серафима Саровского в посёлке Надвоицы (в ИК-1);
  - Храм Моисея Мурин в городе Сегежа (в ИК-7);
  - Храм Великомученика Пантелеимона в посёлке Верхний (в Лечебном исправительном учреждении № 4).

## Монастыри
- Кемский Благовещенский мужской монастырь во имя Новомучеников и Исповедников Российских в городе Кемь